# Олег Пенковски
Олег Пенковски (23. април 1919, Владикавказ — 16. мај 1963, Москва) је био пуковник совјетске војне обавештајне службе педесетих и шездесетих година прошлог века. Предао је Западу значајне тајне. Сматрао се најзначајним шпијуном који је Запад икад имао у Совјетском Савезу.

## Детињство и младост
Када је имао пет месеци отац му је погинуо као белоармејац у Руском грађанском рату. Док је радио као обавештајац у Турској педесетих година имао је проблема са надређенима. Вратио се у Москву. Када су открили да му је отац погинуо као белогардејац, није било могућности да га икад унапреде. Због тога је одлучио да постане шпијун. Пршао је америчким студентима, који су дошли 1960. у Москву и предао им пакет, који је однет у ЦИА.

## Каријера шпијуна
Током посете Лондону 1961. срео се са америчким и британским обавештајцима. Од тада је 18 месеци достављао огромну количину информација својим контактима. Његове информације су биле тако значајне да је председник САД Џон Кенеди био снабдевен помоћу њега информацијама да је совјетски нуклеарни арсенал много мањи него што су Американци пре тога мислили. Сазнали су да совјетски систем снабдевања горивом није потпуно оперативан и да систем навођења пројектила није потпуно функционалан.
КГБ је ухапсио Пенковског 22. октобра 1962, пре него што се Кенеди обраћао америчком народу поводом кубанске кризе. Због тога Кенеди током кризе није имао кључне информације које су могле смањити тензије. Није знао да Никита Хрушчов тражи начина да се изађе из кризе.

## Судбина Пенковског
Пенковски је суђен и осуђен на смрт на сућењу 1963. Једни кажу да је убијен метком у потиљак и кремиран. Владимир Разун са друге стране тврди да је жив кремиран и полако жив печен, а да су његови најближи пријатељи то морали гледати.